# Franjas de sombra
Las franjas de sombra son líneas delgadas y ondulatorias de luz y oscuridad que pueden ser vistas en movimiento y ondulando en paralelo sobre superficies de un solo color, inmediatamente antes y después de un eclipse solar total. Son causadas por la refracción de la luz solar, en el momento en que se reduce a una pequeña abertura, causada por la turbulencia atmosférica de la Tierra, lo que va alineando la luz (ver luz colimada) que llega a la Tierra justo antes y después de la totalidad del eclipse.
La estructura detallada de las sombras se debe a patrones aleatorios de la turbulencia del aire que refractan la luz colimada del sol que llega a la Tierra desde la estrecha franja de luz solar durante el eclipse.
El movimiento deslizante rápido de las franjas se debe a corrientes de aire combinadas con el movimiento angular del sol que se proyecta a través de altitudes más altas. El grado de colimación (ver luz colimada) en la luz se incrementa gradualmente a medida que la franja de luz se reduce, hasta que el disco solar es completamente cubierto y el eclipse es total. 
Las estrellas titilan por la misma razón. Están tan lejos de la Tierra que aparecen como puntos de luz fácilmente perturbables por la turbulencia atmosférica de la Tierra.

## Historia
- En el siglo IX d. C. se describieron por primera vez franjas de sombra durante un eclipse solar total – en el Völuspá, parte de la antigua Edda poética islandesa.
- En 1820, Hermann Goldschmidt de Alemania notó franjas de sombra visibles justo antes y después de la totalidad en algunos eclipses.[4][5][6]
- En 1842, George B. Airy, el astrónomo real inglés, vio su primer eclipse total del sol (eclipse del 8 de julio de 1842). Recordó las franjas de sombra como uno de los puntos destacables: "A medida que se acercaba la totalidad, una fluctuación extraña de la luz fue vista sobre las paredes y el suelo, tan impactante que en algunos lugares los niños corrieron tras esta y trataron de cogerla con sus manos."[7]
- En 2008, el astrofísico británico Stuart Eves especuló que las franjas de sombra podrían ser un efecto del infrasonido, implicando la sombra de la luna viajando a velocidad supersónica e induciendo una onda de choque atmosférica. Sin embargo, el profesor de astronomía Barrie Jones, un experto en franjas de sombra, declaró: "La teoría [aceptada] funciona; no hay necesidad de buscar una alternativa."[8][9]